# Henk Geurts
Hendrikus Johannes (Henk) Geurts (Herwen en Aerdt, 3 januari 1928 – Nes, 25 maart 2009) was een Nederlands politicus van de KVP en later het CDA.
Hij werkte vanaf 1946 bij verschillende gemeenten voor hij in 1965 gemeentesecretaris werd in Bunnik. Vier jaar later volgde zijn benoeming tot burgemeester van de toenmalige Gelderse gemeente Angerlo. In april 1975 werd Geurts de burgemeester van Druten wat hij tot zijn pensionering in februari 1993 zou blijven. In 1981 werd hij daarnaast waarnemend burgemeester van Horssen wat hij zou blijven tot die gemeente in 1984 opging in de gemeente Druten. Na zijn pensionering verhuisde hij naar Ameland waar hij in begin 2009 op 81-jarige leeftijd overleed.